# ایستگاه متروی شهر آفتاب
ایستگاه شهر آفتاب یکی از ایستگاه‌های انشعاب خط ۱ (خط شهر پرند) است که در آزادراه تهران-قم، جنب عوارضی و در نزدیکی مجموعه نمایشگاهی شهر آفتاب واقع شده‌ است.
این ایستگاه که در ۳۰ فروردین ۱۳۹۵ تأسیس شده دارای ۲۵۰۰۰ متر مربع فضای سرپوشیده می‌باشد.